# Poljanski Lug
Poljanski Lug je selo južno od Vrbovca u Zagrebačkoj županiji. 

## Povijest
Godine 1917. počinje doseljavanje na prodano vlastelinsko zemljište Eugena de Piennes. Neko vrijeme naselje jednostavno nazivaju "baraka", da bi službeno naziv poslije Drugog svjetskog rata postao Poljanski Lug, zbog činjenice da je to nekad bio lug Poljane Vrbovečke, najbližeg naselja. Ime baraka potječe od drvenih koliba baraka koje su se nalazile na području sadašnjeg sela gdje su spavali i živjeli radnici. Radnici su bili drvosječe u gustim hrastovim šumama sa stoljetnim hrastovima na čijem se sad mjestu nalaze poljoprivredna zemljišta i domaćinstva.
Selo je udaljeno 7 kilometara od centra Grada Vrbovca, 3 kilometra od ulaza na brzu cestu Bjelovar – Zagreb. U selu se nalazi područna škola s četiri razredna odjela, kapelica, društveno-vatrogasni dom, te dva lovačka doma. Kroz selo protječe rijeka Lonja uz koju se nalaze mnoga mala jezera, dio njih je uređen kao ribnjaci na kojima djeluje ŠRD "Štuka".

## Stanovništvo
| broj stanovnika |       |       |       |       |       | 120   | 131   | 289   | 230   | 618   | 607   | 549   | 448   | 404   | 453   | 425   | 317   |
|                 | 1857. | 1869. | 1880. | 1890. | 1900. | 1910. | 1921. | 1931. | 1948. | 1953. | 1961. | 1971. | 1981. | 1991. | 2001. | 2011. | 2021. |